# Johanna Sällström
Johanna Maria Ellinor Berglund-Sällström (Berglund, Estocolmo; 30 de diciembre de 1974 - Malmö; 13 de febrero de 2007) fue una actriz sueca. Trabajó durante más de quince años.

## Biografía
Fue hijastra del actor Björn Gedda.
En 2000 se casó con Albin Sällström, al año siguiente tuvieron una hija, Talulah Sällström; la pareja se divorció en 2002.
Johanna falleció el 13 de febrero de 2007 después de que su cuerpo fuera encontrado en su casa en Malmö  por una sobredosis de pastillas, poco después de salir de un psiquiátrico donde fue tratada por depresión.

## Carrera
Se hizo famosa por su papel como Linda Wallander en la serie de televisión policiaca sueca Wallander entre 2005 y 2006. En 1998 Sällström y Emil Forselius recibieron un Premio Guldbagge.
En la Navidad de 2004 Sällström y Talula (la hija de Sällström y Albin Sällström) fueron de vacaciones a Tailandia y escaparon del tsunami.

## Filmografía
| Año         | Título             | Personaje       | Notas        |
| ----------- | ------------------ | --------------- | ------------ |
| 2005 - 2006 | Wallander          | Linda Wallander | 13 episodios |
| 2001        | Kommissarie Winter | Angel           | 2 episodios  |